# UCI Europe Tour 2020
UCI Europe Tour 2020 – 16. edycja cyklu wyścigów UCI Europe Tour, która odbyła się od stycznia do października 2020.
Seria UCI Europe Tour, podobnie jak pozostałe cykle kontynentalne (UCI Africa Tour, UCI America Tour, UCI Asia Tour, UCI Oceania Tour), powstała w 2005 jako zaplecze dla utworzonego w tym samym czasie UCI ProTour (później przekształconego w UCI World Tour). W 2020 odbyła się pierwsza edycja cyklu UCI ProSeries utworzonego jako drugi poziom wyścigów z kalendarza UCI, w związku z czym UCI Europe Tour, podobnie jak pozostałe cykle kontynentalne, od sezonu 2020 stał się trzecim poziomem zmagań w kalendarzu UCI.
Zgodnie z przepisami UCI sezon 2020 rozpoczął się dzień po gali kończącej sezon UCI World Tour (miała ona miejsce 22 października 2019), w związku z czym wyścigi odbywające się jeszcze w roku kalendarzowym 2019, ale już po 22 października 2019, były zaliczane do sezonu 2020 – w UCI Europe Tour nie doszło jednak do żadnego takiego przypadku (ostatnie wyścigi w 2019 odbyły się 20 października, a więc jeszcze w ramach poprzedniego sezon. W wyniku zmian w kalendarzu UCI spowodowanych pandemią COVID-19 sezon 2020 został wydłużony, a jego zakończenie przesunięto na 8 listopada 2020, jednak zmiana ta również nie wpłynęła w żaden sposób na kalendarz UCI Europe Tour (ostatni wyścig tego cyklu w 2020 odbył się 12 października).
Cykl UCI Europe Tour w sezonie 2020 toczył się między 25 stycznia a 12 października, a ponad połowa z początkowo planowanych w kalendarzu zawodów cyklu zostało odwołanych.

## Kalendarz
Opracowano na podstawie:
| UCI Europe Tour 2020              | UCI Europe Tour 2020 | UCI Europe Tour 2020                        | UCI Europe Tour 2020 | UCI Europe Tour 2020  | UCI Europe Tour 2020   | UCI Europe Tour 2020     | UCI Europe Tour 2020 |
| Data                              | Państwo              | Wyścig                                      | Kat.                 | Zwycięzca             | Drugie miejsce         | Trzecie miejsce          |                      |
| --------------------------------- | -------------------- | ------------------------------------------- | -------------------- | --------------------- | ---------------------- | ------------------------ | -------------------- |
| 25 sty                            | Turcja               | GP Belek men                                | 1.2                  | Emre Yavuz            | Onur Balkan            | Alaksiej Sznyrko         |                      |
| 30 sty                            | Hiszpania            | Trofeo Alcudia-Port d'Alcudia               | 1.1                  | Matteo Moschetti      | Pascal Ackermann       | Jon Aberasturi           |                      |
| 31 sty                            | Hiszpania            | Trofeo Serra de Tramuntana                  | 1.1                  | Emanuel Buchmann      | Alejandro Valverde     | Gregor Mühlberger        |                      |
| 1 lut                             | Hiszpania            | Trofeo Pollença                             | 1.1                  | Marc Soler            | Gregor Mühlberger      | Davide Villella          |                      |
| 2 lut                             | Hiszpania            | Trofeo Playa de Palma                       | 1.1                  | Matteo Moschetti      | Pascal Ackermann       | Andrea Pasqualon         |                      |
| 2 lut                             | Francja              | Grand Prix Cycliste La Marseillaise         | 1.1                  | Benoît Cosnefroy      | Valentin Madouas       | Tom Devriendt            |                      |
| 5 – 9 lutego 2020                 | Francja              | Étoile de Bessèges                          | 2.1                  | Benoît Cosnefroy      | Alberto Bettiol        | Alexys Brunel            |                      |
| 9 lut                             | Turcja               | GP Manavgat                                 | 1.2                  | Branisłau Samojłau    | Anatolij Budiak        | Onur Balkan              |                      |
| 13 lut                            | Turcja               | Grand Prix Alanya                           | 1.2                  | Paweł Bernas          | Fabian Schormair       | Onur Balkan              |                      |
| 14 – 15 lutego 2020               | Hiszpania            | Vuelta a Murcia                             | 2.1                  | Xandro Meurisse       | Josef Černý            | Lennard Kämna            |                      |
| 14 lut                            | Turcja               | Grand Prix Gazipaşa                         | 1.2                  | Mamyr Stasz           | Jauhienij Karalok      | Alan Banaszek            |                      |
| 16 lut                            | Turcja               | GP Antalya                                  | 1.2                  | Maksim Piskunow       | Filippo Fortin         | Alaksiej Sznyrko         |                      |
| 20 – 23 lutego 2020               | Turcja               | Tour of Antalya                             | 2.1                  | Max Stedman           | Kenneth Van Rooy       | Alessandro Fancellu      |                      |
| 21 – 23 lutego 2020               | Francja              | Tour des Alpes-Maritimes et du Var          | 2.1                  | Nairo Quintana        | Romain Bardet          | Richie Porte             |                      |
| 29 lut                            | Turcja               | Grand Prix Velo Alanya                      | 1.2                  | Daniił Pronski        | Paweł Bernas           | Anatolij Budiak          |                      |
| 29 lut                            | Holandia             | Ster van Zwolle                             | 1.2                  | David Dekker          | Olav Kooij             | Coen Vermeltfoort        |                      |
| 1 mar                             | Grecja               | International Rhodes Grand Prix             | 1.2                  | Erlend Blikra         | Herman Dahl            | Joshua Huppertz          |                      |
| 1 mar                             | Turcja               | Grand Prix Velo Manavgat                    | 1.2                  | Alan Banaszek         | Lucas Carstensen       | Yacine Hamza             |                      |
| 3 mar                             | Belgia               | Le Samyn                                    | 1.1                  | Hugo Hofstetter       | Aimé De Gendt          | David Dekker             |                      |
| 4 mar                             | Chorwacja            | Trofej Umag                                 | 1.2                  | Olav Kooij            | Marko Kump             | Niklas Märkl             |                      |
| 6 – 8 marca 2020                  | Grecja               | Tour of Rhodes                              | 2.2                  | Søren Wærenskjold     | Christian Koch         | Paweł Bernas             |                      |
| 8 mar                             | Belgia               | Grote Prijs Jean-Pierre Monseré             | 1.1                  | Fabio Jakobsen        | Timothy Dupont         | Alfdan De Decker         |                      |
| 8 mar                             | Holandia             | Dorpenomloop Rucphen                        | 1.2                  | David Dekker          | Brenton Jones          | Matthew Bostock          |                      |
| 8 mar                             | Chorwacja            | Trofej Poreč                                | 1.2                  | Olav Kooij            | Gašper Katrašnik       | Tilen Finkšt             |                      |
| 8 mar                             | Francja              | Grand Prix de la Ville de Lillers           | 1.2                  | Florian Vachon        | Arjen Livyns           | Thibault Guernalec       |                      |
| 15 – 18 lipca 2020                | Polska               | Dookoła Mazowsza                            | 2.2                  | Michael Kukrle        | Daniel Turek           | Paweł Bernas             |                      |
| 19 lip                            | Polska               | Puchar Ministra Obrony Narodowej            | 1.2                  | Felix Groß            | Markus Pajur           | Stanisław Aniołkowski    |                      |
| 23 – 26 lipca 2020                | Rumunia              | Sibiu Cycling Tour                          | 2.1                  | Gregor Mühlberger     | Patrick Konrad         | Matteo Badilatti         |                      |
| 25 – 26 lipca 2020                | Bułgaria             | In the footsteps of the Romans              | 2.2                  | Norbert Banaszek      | Veljko Stojnić         | Miguel Ángel Ballesteros |                      |
| 26 lip                            | Słowenia             | GP Kranj                                    | 1.2                  | Olav Kooij            | Filippo Fortin         | Paweł Franczak           |                      |
| 28 – 31 lipca 2020                | Bułgaria             | Dookoła Bułgarii                            | 2.2                  | Patryk Stosz          | Alessandro Baroni      | Miguel Ángel Ballesteros |                      |
| 1 – 4 sierpnia 2020               | Francja              | Route d’Occitanie                           | 2.1                  | Egan Bernal           | Pawieł Siwakow         | Aleksandr Własow         |                      |
| 2 sie                             | Hiszpania            | Circuito de Getxo                           | 1.1                  | Damiano Caruso        | Giacomo Nizzolo        | Eduard Prades            |                      |
| 5 – 8 sierpnia 2020               | Francja              | Tour de Savoie Mont-Blanc                   | 2.2                  | Pierre Rolland        | Alexis Guérin          | Maxim Van Gils           |                      |
| 5 – 8 sierpnia 2020               | Rumunia              | Tour of Szeklerland                         | 2.2                  | Jakub Kaczmarek       | Serghei Țvetcov        | Stanisław Aniołkowski    |                      |
| 6 – 9 sierpnia 2020               | Czechy               | Czech Tour                                  | 2.1                  | Damien Howson         | Jack Bauer             | Markus Hoelgaard         |                      |
| 6 sie                             | Francja              | Mont Ventoux Dénivelé Challenge             | 1.1                  | Aleksandr Własow      | Richie Porte           | Guillaume Martin         |                      |
| 7 – 9 sierpnia 2020               | Francja              | Tour de l’Ain                               | 2.1                  | Primož Roglič         | Egan Bernal            | Nairo Quintana           |                      |
| 12 – 16 sierpnia 2020             | Polska               | Tour Bitwa Warszawska 1920                  | 2.2                  | Oscar Riesebeek       | Senne Leysen           | Paweł Bernas             |                      |
| 13 – 15 sierpnia 2020             | Estonia              | Baltic Chain Tour                           | 2.2                  | Gert Jõeäär           | Alo Jakin              | Rait Ärm                 |                      |
| 18 – 21 sierpnia 2020             | Francja              | Tour du Limousin                            | 2.1                  | Luca Wackermann       | Jake Stewart           | Rui Costa                |                      |
| 27 – 30 sierpnia 2020             | Francja              | Tour du Poitou-Charentes                    | 2.1                  | Arnaud Démare         | Josef Černý            | Joseph Rosskopf          |                      |
| 29 sie                            | Belgia               | Druivenkoers Overijse                       | 1.1                  | Florian Sénéchal      | Dries De Bondt         | Mathieu van der Poel     |                      |
| 29 sierpnia – 2 września 2020     | Węgry                | Tour de Hongrie                             | 2.1                  | Attila Valter         | Quinn Simmons          | Damien Howson            |                      |
| 29 sierpnia – 5 września 2020     | Włochy               | Giro Ciclistico d’Italia                    | 2.2U                 | Thomas Pidcock        | Henri Vandenabeele     | Kevin Colleoni           |                      |
| 29 sie                            | Włochy               | Trofeo Matteotti                            | 1.1                  | Valerio Conti         | Diego Rubio            | Daniel Savini            |                      |
| 30 sie                            | Włochy               | Memorial Marco Pantani                      | 1.1                  | Fabio Felline         | Ethan Hayter           | Alaksandr Rabuszenka     |                      |
| 31 sie                            | Polska               | Karpacki Wyścig Kurierów                    | 1.2U                 | Jordan Habets         | Adam Kuś               | Antti-Jussi Juntunen     |                      |
| 1 – 4 września 2020               | Włochy               | Settimana Internazionale di Coppi e Bartali | 2.1                  | Jhonatan Narváez      | Andrea Bagioli         | João Almeida             |                      |
| 1 – 3 września 2020               | Serbia               | Tour de Serbie                              | 2.2                  | Martin Haring         | Jaime Castrillo        | Emanuel Piaskowy         |                      |
| 3 wrz                             | Turcja               | Grand Prix Develi                           | 1.2                  | Anatolij Budiak       | Ołeksandr Hołowasz     | Andrij Wasyluk           |                      |
| 3 – 6 września 2020               | Polska               | Bałtyk-Karkonosze Tour                      | 2.2                  | Stanisław Aniołkowski | Maciej Paterski        | Adam Stachowiak          |                      |
| 4 – 7 września 2020               | Bośnia i Hercegowina | Belgrad-Banja Luka                          | 2.1                  | Jakub Kaczmarek       | Martí Márquez          | Daniił Pronski           |                      |
| 4 wrz                             | Norwegia             | Hafjell TT                                  | 1.2                  | Andreas Leknessund    | Stein-Erik Eriksen     | Tore Andre Vabø          |                      |
| 4 wrz                             | Turcja               | Grand Prix Cappadocia                       | 1.2                  | Mychajło Kononenko    | Iwan Smirnow           | Witalij Buc              |                      |
| 5 wrz                             | Turcja               | Grand Prix Mount Erciyes 2200 mt            | 1.2                  | Iwan Smirnow          | Gleb Syrica            | Mychajło Kononenko       |                      |
| 5 wrz                             | Norwegia             | Lillehammer Grand Prix                      | 1.2                  | Andreas Leknessund    | Torstein Træen         | Andreas Staune-Mittet    |                      |
| 6 wrz                             | Francja              | Tour du Doubs                               | 1.1                  | Loïc Vliegen          | Biniam Girmay          | Aurélien Paret-Peintre   |                      |
| 6 wrz                             | Turcja               | Grand Prix World's Best High Altitude       | 1.2                  | Anatolij Budiak       | Sawwa Nowikow          | Andrij Wasyluk           |                      |
| 6 wrz                             | Norwegia             | Gylne Gutuer                                | 1.2                  | Trond Trondsen        | Kristian Aasvold       | Erik Nordsæter Resell    |                      |
| 8 – 13 września 2020              | Rumunia              | Dookoła Rumunii                             | 2.2                  | Eduard-Michael Grosu  | Nikodemus Holler       | Szymon Krawczyk          |                      |
| 9 – 12 września 2020              | Polska               | Wyścig Solidarności i Olimpijczyków         | 2.2                  | Stanisław Aniołkowski | Sylwester Janiszewski  | Itamar Einhorn           |                      |
| 12 – 13 września 2020             | Polska               | Orlen Wyścig Narodów                        | 2.Ncup               | Olav Kooij            | Mick van Dijke         | Daan Hoole               |                      |
| 13 wrz                            | Belgia               | Antwerp Port Epic                           | 1.1                  | Gianni Vermeersch     | Stan Dewulf            | Baptiste Planckaert      |                      |
| 14 wrz                            | Turcja               | Grand Prix Velo Erciyes ME                  | 1.2                  | Witalij Buc           | Ołeksandr Hołowasz     | Elçin Əsədov             |                      |
| 15 wrz                            | Turcja               | Grand Prix Central Anatolia                 | 1.2                  | Mychajło Kononenko    | Witalij Buc            | Fabricio Ferrari         |                      |
| 16 wrz                            | Włochy               | Giro di Toscana                             | 1.1                  | Fernando Gaviria      | Robert Stannard        | Ethan Hayter             |                      |
| 16 – 19 września 2020             | Słowacja             | Okolo Slovenska                             | 2.1                  | Jannik Steimle        | Nico Denz              | Shane Archbold           |                      |
| 17 – 20 września 2020             | Polska               | Małopolski Wyścig Górski                    | 2.2                  | Vojtěch Řepa          | Torstein Træen         | Piotr Brożyna            |                      |
| 17 – 20 września 2020             | Francja              | Ronde de l'Isard                            | 2.2U                 | Xandres Vervloesem    | Henri Vandenabeele     | Alan Jousseaume          |                      |
| 19 wrz                            | Włochy               | Giro dell’Appennino                         | 1.1                  | Ethan Hayter          | Alessandro Covi        | Robert Stannard          |                      |
| 19 – 20 września 2020             | Portugalia           | Troféu Joaquim Agostinho                    | 2.2                  | Frederico Figueiredo  | Luís Gomes             | Luís Mendonça            |                      |
| 20 wrz                            | Francja              | Grand Prix d’Isbergues                      | 1.1                  | Nacer Bouhanni        | Romain Cardis          | Timothy Dupont           |                      |
| 20 wrz                            | Belgia               | Gooikse Pijl                                | 1.1                  | Danny van Poppel      | Gerben Thijssen        | Arvid de Kleijn          |                      |
| 20 wrz                            | Włochy               | Trofeo città di San Vendemiano              | 1.2U                 | Antonio Tiberi        | Kevin Colleoni         | Matteo Baseggio          |                      |
| 22 wrz                            | Francja              | Paryż-Camembert                             | 1.1                  | Dorian Godon          | Maurits Lammertink     | Nacer Bouhanni           |                      |
| 26 – 27 września 2020             | Turcja               | Tour of Mevlana                             | 2.2                  | Artur Jerszow         | Maksim Piskunow        | Vincent Louiche          |                      |
| 27 września – 5 października 2020 | Portugalia           | Volta a Portugal                            | 2.1                  | Amaro Antunes         | Gustavo César Veloso   | Frederico Figueiredo     |                      |
| 27 wrz                            | Francja              | Paris-Chauny                                | 1.1                  | Nacer Bouhanni        | Alexander Krieger      | Danny van Poppel         |                      |
| 4 paź                             | Włochy               | Il Lombardia Under 23                       | 1.2U                 | Harry Sweeny          | Jacob Hindsgaul Madsen | Yakob Debesay            |                      |
| 8 – 11 października 2020          | Włochy               | Giro della Regione Friuli Venezia Giulia    | 2.2                  | Andreas Leknessund    | Alexis Guérin          | Roger Adrià              |                      |
| 10 paź                            | Słowacja             | Visegrad 4 Bicycle Race Grand Prix Slovakia | 1.2                  | Stanisław Aniołkowski | Alois Kaňkovský        | Karol Wawrzyniak         |                      |
| 11 paź                            | Francja              | Paris–Tours Espoirs                         | 1.2U                 | Rune Herregodts       | Jordi Meeus            | Florian Dauphin          |                      |
| 12 paź                            | Hiszpania            | Prueba Villafranca-Ordiziako Klasika        | 1.1                  | Simon Carr            | Kyle Murphy            | Winner Anacona           |                      |